# Прыткий валлаби
Прыткий валлаби, или проворный кенгуру (лат. Notamacropus agilis, или Macropus agilis), — небольшое млекопитающее семейства кенгуровых.

## Описание
Длина тела составляет от 60 до 105 см, хвост длиной до 75 см. Самцы весят 20 кг, самки 12 кг. Окрас шерсти верхней части тела желтовато-коричневый с беловатыми полосами на щеках и на бёдрах. Брюхо светлее. Половая зрелость наступает за 14 месяцев у самцов и 12 месяцев у самок. Продолжительность жизни в природе составляет до 10 лет.

## Распространение
Вид распространён на большей части северной Австралии и в Новой Гвинее. В Новой Гвинее он обитает на низинных лугах и в саваннах, а в Австралии вдоль рек и ручьёв в открытых редколесьях и степях, а также в районах прибрежных песчаных дюн.

## Образ жизни
Это общительные животные, которые живут группами до десяти особей. Ведут преимущественно ночной образ жизни. Питаются разнообразной растительной пищей: травой, листьями и плодами. В засушливых регионах поедают также корни и другие части растений.

## Размножение
Размножение может происходить в течение года, но чаще рождения приходятся на период с мая по август. После 29-дневного периода беременности самка рожает единственного детёныша. Первые 6—7 месяцев он проводит в сумке матери, затем он покидает её, а в год отлучается от матери.